# La domenica specialmente
La domenica specialmente é um filme de 1991 dirigido por Francesco Barilli, Giuseppe Bertolucci, Marco Tullio Giordana e Giuseppe Tornatore.

## Elenco
- Jean-Hugues Anglade
- Patricia Arquette
- Nicoletta Braschi
- Chiara Caselli
- Bruno Ganz
- Ivano Marescotti
- Ornella Muti
- Philippe Noiret
- Andrea Prodan
- Sabrina Bertaccini
- Sergio Bini Bustric
- Nicola Di Pinto
- Maddalena Fellini
- Betty Romani